# Kampenwandbahn

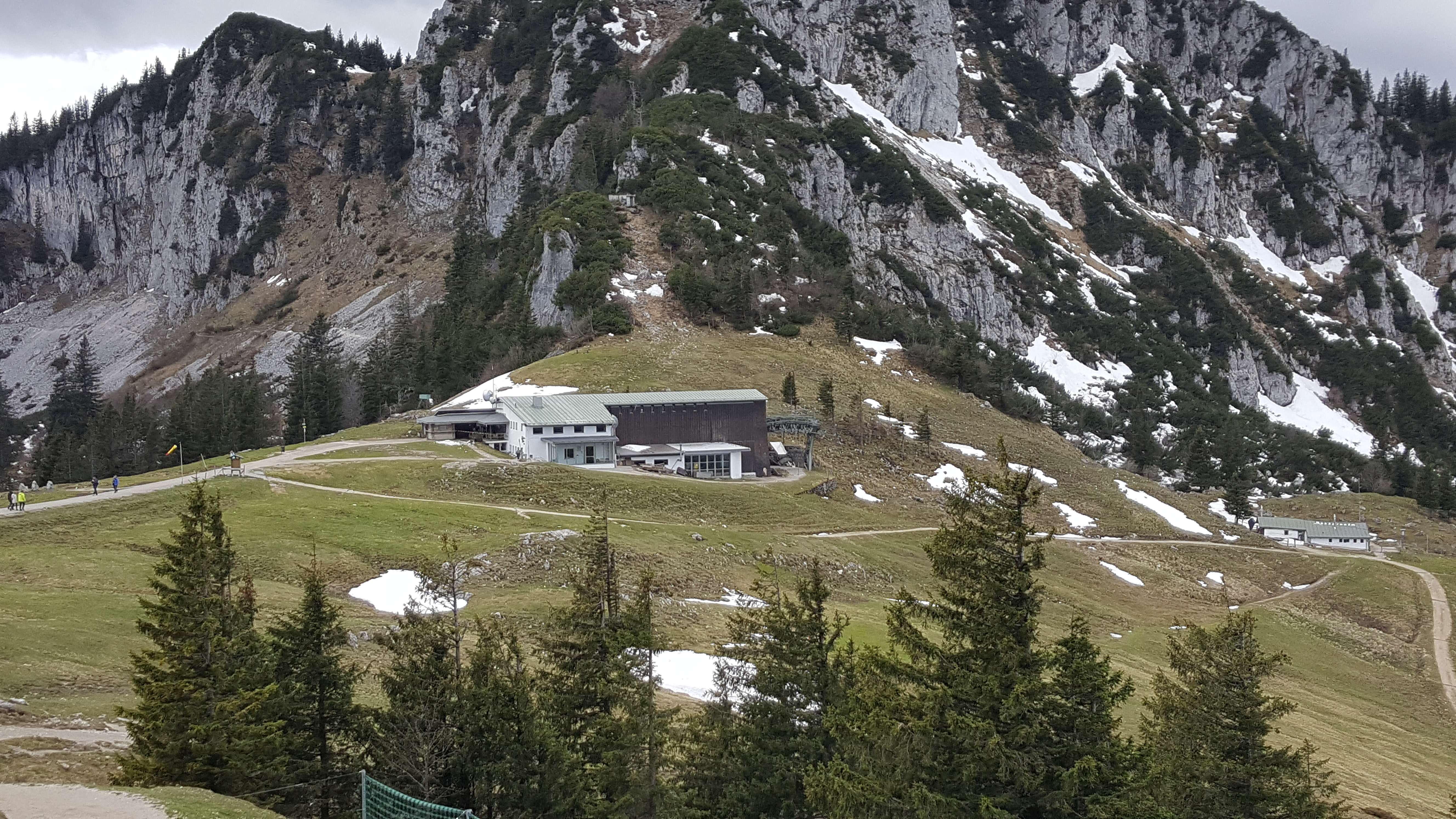
Bergstation

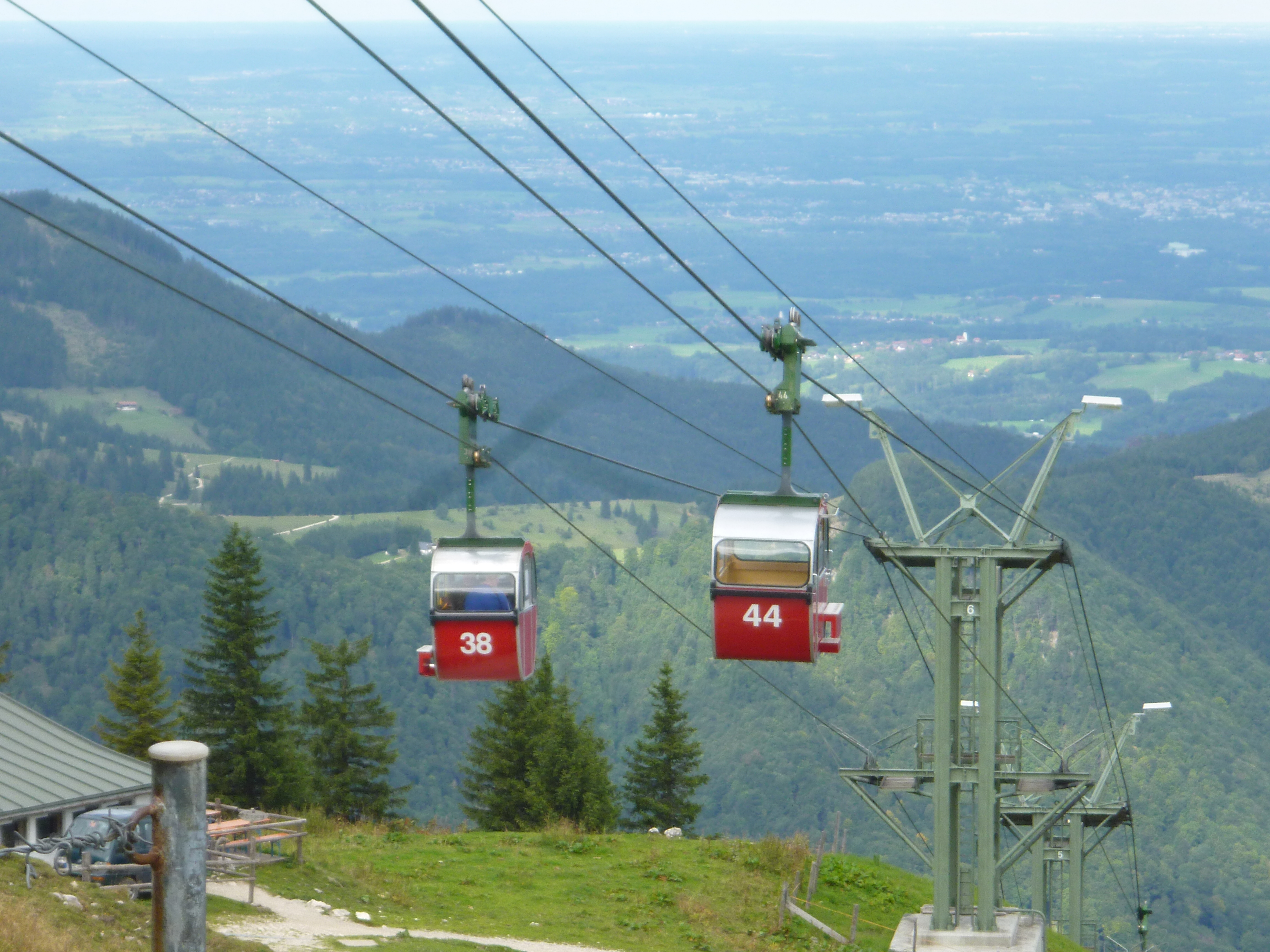
Blick von der Bergstation

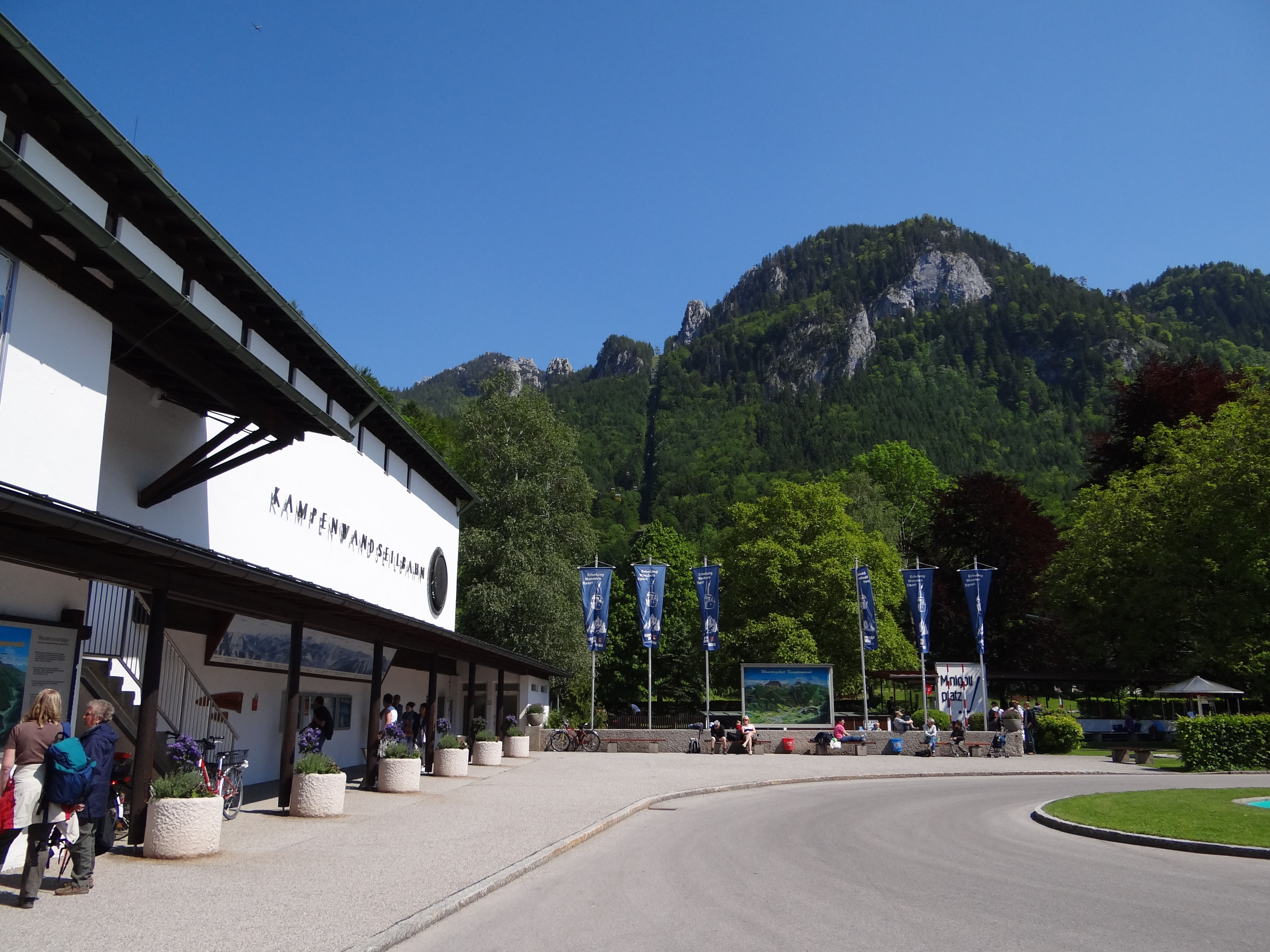
Talstation

Die Kampenwandbahn ist eine 1957 erbaute Kleinkabinen-Zweiseilumlaufbahn. Sie führt von der in Aschau im Chiemgau, Ortsteil Hohenaschau, gelegenen Talstation auf die 1461 m ü. NHN hoch gelegene Bergstation auf der Kampenwand und zurück. In unmittelbarer Nähe der Bergstation befinden sich die bewirtschaftete Möslarn- und Sonnenalm.

## Beschreibung
Die Gondelbahn legt die schräge Länge von 2480 m in etwa 14 Minuten zurück, wobei ein Höhenunterschied von 841 m überwunden wird. Das Hochplateau, auf dem sich die Bergstation der Bergbahn befindet, liegt rund 200 m unterhalb des eigentlichen Gipfels der Kampenwand. Die Talstation liegt auf 620 m und dient zugleich als Spann- und Antriebsstation. Mit den 4er-Gondeln können bis zu 300 Personen in der Stunde befördert werden.